# Kölhalning
För kölhalning som bestraffning, se Kölhalning (bestraffning)

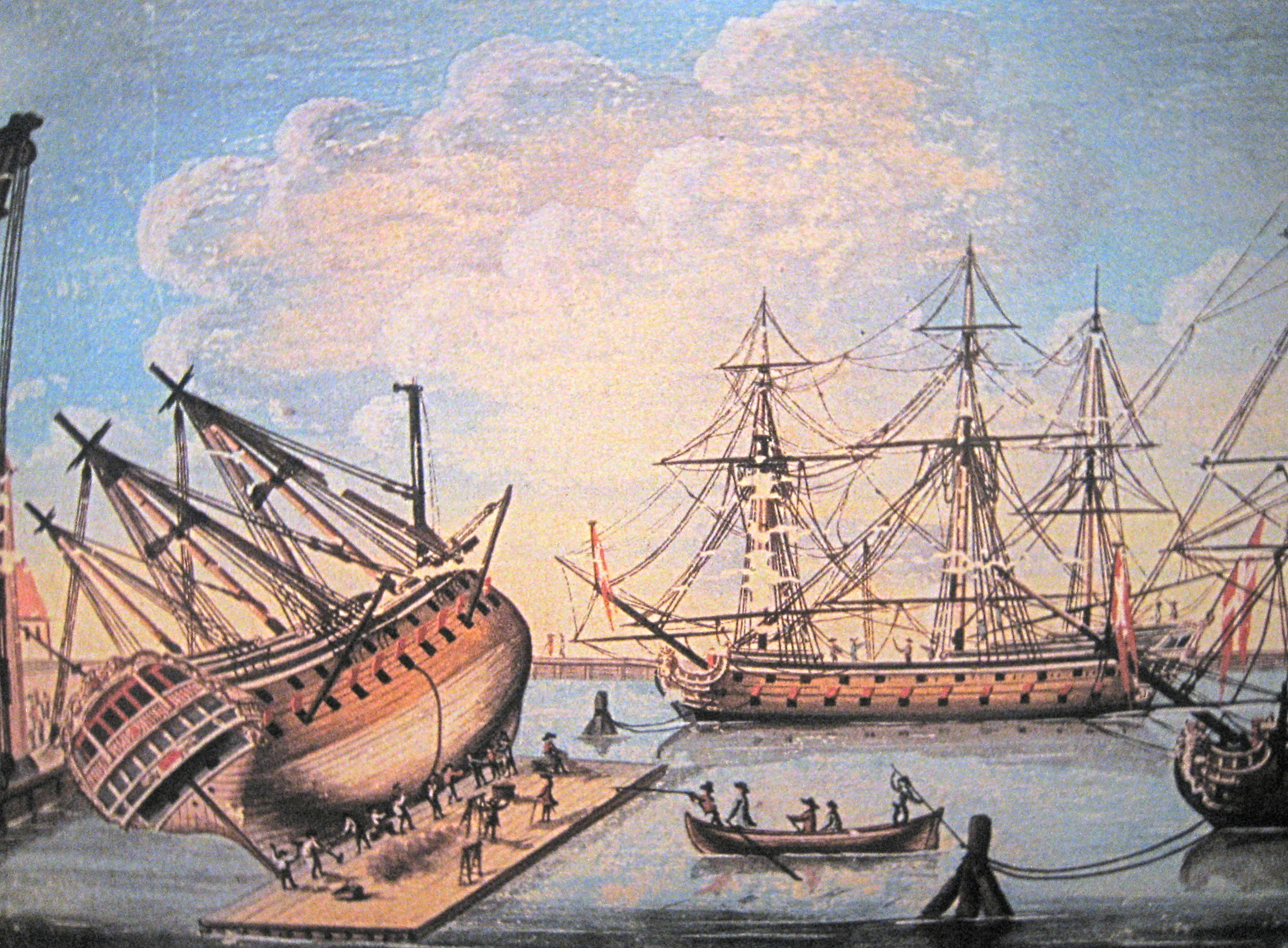
Kölhalning och översyn av botten av ett fartyg mot en kaj.

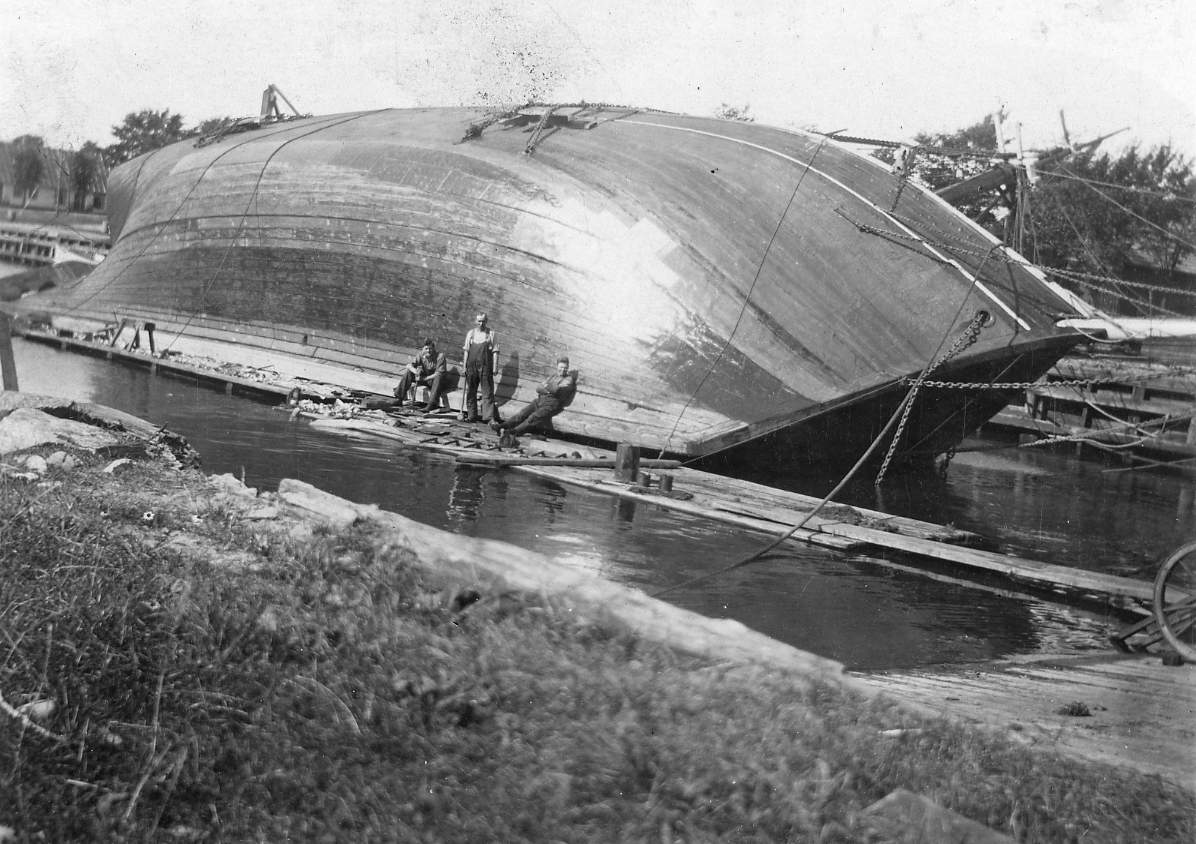
Kölhalning av segelfartyg på Vikens varv år 1925.

Kölhalning är en metod för att besiktiga ett segelfartygs botten för reparation, borttagning av havstulpaner etc. 
Kölhalning utförs enligt följande: Då fartyget ligger mot en kaj eller strand kan man genom att fästa grova rep i master och med vindspel eller vinschar tvinga fartyget till slagsida. Fartygets skrovsida, från vattenlinje till köl, torrläggs och kan därmed bli åtkomlig för drevning, förhydning eller andra nödvändiga reparationer. Reparationer har kunnat utföras på den torrlagda sidan från fartygets skeppsbåt eller från en flotte.